# Languropilus fortipes
Languropilus fortipes is een keversoort uit de familie mierkevers (Cleridae). De wetenschappelijke naam van de soort is voor het eerst geldig gepubliceerd in 1940 door Pic.